# Muino
Muino est le mot basque signifiant 'colline'.
En Basse-Navarre, sa variante munho /munʰo/ donne de nombreux noms de montagne :
- Munhoa (1 023 m), entre Saint-Étienne-de-Baïgorry et Saint-Jean-Pied-de-Port.
- Munhoa (592 m), à l'ouest de Hosta.
- Munhoa (558 m), à Urepel.

- Munho-bizkar (656 m) face à la route Napoléon au sud d'Uhart-Cize.
- Munho-gain (924 m) à l'ouest du Munhoa (Saint-Étienne-de-Baïgorry).
- Munho-gain (543 m) à l'ouest de Saint-Just-Ibarre.

- Munho zarre (721), à l'est d'Estérençuby.

- Iramunho (791 m), à l'ouest de Hosta.
- Otsamunho (901 m), à l'est des Aldudes.
- Patarramunho (881 m), au sud d'Urepel.

## Patronyme
- Enrique Muiño (1881-1956), acteur argentin.